# Indische fluiteend
De Indische fluiteend (Dendrocygna javanica) is een vogel uit de familie Anatidae. De wetenschappelijke naam van de soort is voor het eerst geldig gepubliceerd in 1821 door Horsfield. De soort komt voor in het Oriëntaals gebied.

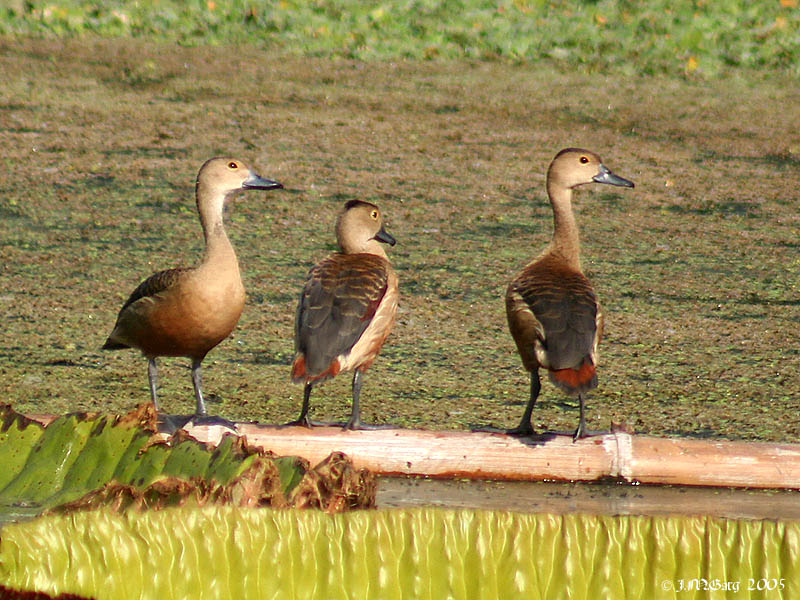
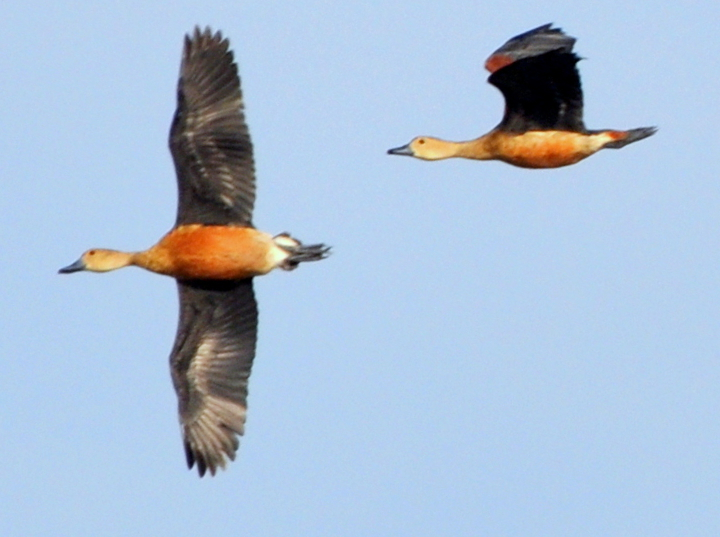

## Beschrijving
De Indische fluiteend is gemiddeld 41 cm lang. Deze eend is overwegend licht roodbruin, waarbij de kop en de nek wat bleker gekleurd zijn en de borst en buik donkerder roodbruin. De kruin en de achterkant van de nek zijn ook weer donkerder. In vlucht zijn de kastanjebruine vleugeldekveren in combinatie met de zwarte slagpennen opvallend. Onder slechte lichtomstandigheden lijkt de bovenvleugel egaal donker gekleurd. Verder zijn de kastanjebruine dekveren op de staart kenmerkend voor deze soort en het belangrijkste verschil met de zwervende fluiteend die meer wit boven op de staart heeft.

## Verspreiding en leefgebied
De Indische fluiteend komt voor in India, Zuid-China, Thailand, het schiereiland Malakka, Sumatra, Borneo en Java. Het is een eend die voorkomt in moerassen, mangrovegebieden, meren en gebieden met natte rijstbouw.
De Indische fluiteend heeft een enorm groot verspreidingsgebied en daardoor alleen al is de kans op uitsterven uiterst gering. De grootte van de populatie wordt geschat op 0,20 tot 2,0 miljoen individuen. Deze fluiteend gaat in aantal achteruit. Echter, het tempo ligt onder de 30% in tien jaar (minder dan 3,5% per jaar). Om deze redenen staat deze fluiteend als niet bedreigd op de Rode Lijst van de IUCN.